# Elecciones presidenciales de Irán de 2009
Las elecciones presidenciales tuvieron lugar el 12 de junio de 2009, y contaron con la participación de 39 millones de iraníes. Mahmud Ahmadineyad fue reelecto como presidente de la República Islámica de Irán, con el 63% de los votos en la primera y única vuelta; aunque el principal candidato opositor, Mir-Hossein Mousavi, que obtuvo un 33% de los votos, ha rechazado los resultados por un posible fraude electoral.
El cargo de presidente, con 4 años de mandato, es el de mayor importancia en Irán, aunque no tiene atribuciones directas sobre el mando de las fuerzas armadas o la política exterior. Las elecciones del día 12 de junio fueron las décimas de este tipo que se producen en el país, siendo la anterior las de 2005 en las que Mahmud Ahmadineyad salió elegido con un 61% de los votos. 

## Proceso electoral
La elección del presidente se realiza mediante voto directo. Los candidatos necesitan ganar con más del 50% de los votos si quieren convertirse en presidente. En caso de que ninguno de los candidatos consiga alcanzar la mayoría absoluta, los dos que hayan conseguido el mayor número de votos serán los dos únicos candidatos en la segunda vuelta, que se celebrará una semana después. Quien consiga mayor número de votos en esta segunda ronda electoral se convierte en presidente. Todos los ciudadanos de más de 15 años de edad tienen derecho a voto, lo que significa 46,2 millones de electores.

## Votaciones
Los jornada electoral comenzó a las 8:00 hora local (UTC+4:30) y estaba previsto que los colegios electorales cerraran sus puertas a las 18:00 horas. Sin embargo, la alta participación obligó a extender 3 horas más el plazo para poder votar. Supuso un récord de participación, superior incluso que el registrado durante las elecciones presidenciales de 1997, donde se llegó a un 80%.

### Resultados
Nada más cerrarse los colegios electorales, Mahmud Ahmadineyad y Mir-Hossein Mousavi se autoproclamaron vencedores de las elecciones. Encuestas independientes realizadas las semanas previas mostraban una gran ventaja por parte de Mahmud Ahmadineyad, por lo que no se preveía la necesidad de una segunda vuelta. Los primeros datos oficiales ofrecidos por el Ministerio del Interior confirmaron la contundente victoria de Ahmadineyad con casi dos tercios de los votos, revalidando su presidencia.
|                         | Abadgaran                 | Mahmud Ahmadineyad      | 24.527.516 | 62,63% |
|                         | Independiente/reformista  | Mir-Hossein Mousavi     | 13.216.411 | 33,75% |
|                         | Independiente/conservador | Mohsén Rezaí            | 633.048    | 1,73%  |
|                         | Etemad-e-Melli            | Mehdí Karrubí           | 333.635    | 0,85%  |
| Votos válidos           | Votos válidos             | Votos válidos           | 38.755.802 | 98,95% |
| Votos en blanco o nulos | Votos en blanco o nulos   | Votos en blanco o nulos | 409.389    | 1,05%  |
| Total                   | Total                     | Total                   | 39.165.191 | 98,96% |
| Fuente: BBC en persa    |                           |                         |            |        |